# Questlove
Ahmir-Khalib Thompson, född 20 januari 1971 i Philadelphia i USA, känd under artistnamnet Questlove (stiliserat ?uestlove) är en amerikansk batterist, DJ, musikjournalist och hiphopproducent. Han är batterist i hiphopgruppen The Roots.
Han har samarbetat med till exempel Common, D'Angelo, Jill Scott, Erykah Badu, Bilal, Jay-Z, Nikka Costa, Al Green, Amy Winehouse och John Legend. Han är medlem av musikgrupperna Soulquarians, The Randy Watson Experience och The Grand Wizzards.
Questlove är även batterist på "The Tonight Show With Jimmy Fallon".